# デュワン・ブレア
デュワン・ブレア（DeJuan Lamont Blair, 1989年4月22日 - ）は、アメリカ合衆国ペンシルバニア州ピッツバーグ出身のバスケットボール選手。NBAのサンアントニオ・スパーズなどに所属していた。ポジションはセンター。

## 経歴
4人兄弟（一人は幼少時に亡くなっている）の長男として、ピッツバーグのヒル地区で育ち、生まれた時には兄弟で最も小さかったが、入学する頃には、クラスで最も大きな子供だった。両親共に、シェンレー高校ではバスケットボールプレーヤーであり、おじが近隣でリクリエーションセンターを運営してたこともあって、そこで、バスケットボールを始めた。
シェンレー高校、ピッツバーグ大学を経て、2009年のNBAドラフト2巡目37位で、サンアントニオ・スパーズに指名を受けNBAのプレーヤーとなった。ルーキーイヤーでは、NBAルーキーチャレンジにおいて22得点23リバウンドを獲得し、タイリーク・エバンスと共にMVPに選ばれた。また、シーズン終了時にオールルーキー・セカンドチームに選出された。
ティアゴ・スプリッターの台頭もあり、2012-13シーズン以降は出場機会が激減。2013-14シーズンはダラス・マーベリックス、ワシントン・ウィザーズなどのチームでプレー。
2016年9月、CBAの江蘇モンキーキングと契約を交わし入団。
2017年1月、Dリーグのテキサス・レジェンズと契約を交わし入団。2月、Dリーグのロサンゼルス・ディーフェンダーズと契約を交わし入団。

## 受賞歴
- オールルーキー2ndチーム （2010）
- NBAルーキーチャレンジ （2010）

## プレースタイル
ポジションに対して身長はかなり不足しているが体の幅、長い手、敏捷性、粘り強さなどでそれをカバーしている。ボールに対する嗅覚が鋭く、オフェンシブリバウンドやスティールを得意とする。その一方、シュート力は十分とはいえず、シュートレンジはペイントエリア内に限定されている。近年は体重過多に苦しんでいる感があり、出場機会も減少している。

## 個人成績

### NBAレギュラーシーズン
| シーズン | チーム                   | GP  | GS  | MPG  | FG%  | 3P%  | FT%  | RPG | APG | SPG | BPG | PPG |
| -------- | ------------------------ | --- | --- | ---- | ---- | ---- | ---- | --- | --- | --- | --- | --- |
| 2009–10  | サンアントニオ・スパーズ | 82  | 23  | 18.2 | .556 | .000 | .547 | 6.4 | .8  | .6  | .5  | 7.8 |
| 2010–11  | サンアントニオ・スパーズ | 81  | 65  | 21.4 | .501 | .000 | .657 | 7.0 | 1.0 | 1.2 | .5  | 8.3 |
| 2011–12  | サンアントニオ・スパーズ | 64  | 62  | 21.3 | .534 | .000 | .613 | 5.5 | 1.2 | .9  | .2  | 9.5 |
| 2012–13  | サンアントニオ・スパーズ | 61  | 16  | 14.0 | .524 | .000 | .629 | 3.8 | .7  | .6  | .2  | 5.4 |
| 2013–14  | ダラス・マーベリックス   | 78  | 13  | 15.6 | .534 | .000 | .636 | 4.7 | .9  | .8  | .3  | 6.4 |
| 2014–15  | ワシントン・ウィザーズ   | 29  | 0   | 6.2  | .456 | .000 | .667 | 1.9 | .1  | .2  | .0  | 1.9 |
| Career   |                          | 395 | 179 | 17.3 | .527 | .000 | .612 | 5.3 | .9  | .8  | .3  | 7.1 |

### NBAプレーオフ
| シーズン | チーム                   | GP | GS | MPG  | FG%  | 3P%  | FT%  | RPG | APG | SPG | BPG | PPG |
| -------- | ------------------------ | -- | -- | ---- | ---- | ---- | ---- | --- | --- | --- | --- | --- |
| 2010     | サンアントニオ・スパーズ | 10 | 0  | 9.1  | .500 | .000 | .556 | 3.9 | .5  | .5  | .4  | 3.7 |
| 2011     | サンアントニオ・スパーズ | 4  | 0  | 12.5 | .333 | .000 | .600 | 3.3 | .5  | .0  | .3  | 4.3 |
| 2012     | サンアントニオ・スパーズ | 10 | 0  | 7.6  | .630 | .000 | .500 | 2.3 | .2  | .3  | .1  | 3.7 |
| 2013     | サンアントニオ・スパーズ | 12 | 0  | 6.3  | .618 | .000 | .556 | 2.0 | .6  | .4  | .1  | 3.9 |
| 2014     | ダラス・マーベリックス   | 6  | 0  | 13.5 | .593 | .000 | .615 | 6.2 | .2  | 2.0 | .0  | 6.7 |
| Career   |                          | 42 | 0  | 8.9  | .546 | .000 | .571 | 3.2 | .4  | .6  | .2  | 4.2 |